# Steirodiscus
Steirodiscus là một chi thực vật có hoa trong họ Cúc (Asteraceae).

## Loài
Chi Steirodiscus gồm các loài: